# Bugatti Type 64
Pour les articles homonymes, voir Bugatti (homonymie) et 64 (homonymie).
La Bugatti Type 64 est une voiture de sport de luxe de 1939, du constructeur automobile Bugatti, ultime création de Jean Bugatti (1909-1939) au moment de sa disparition, dont il n'existe à ce jour qu'un exemplaire + un modèle reconstitué des années 2010. Elle est classée véhicules automobiles protégés au titre des monuments historiques français depuis 1978, avec 430 modèles de la Collection Schlumpf de la cité de l'automobile de Mulhouse.

## Historique
Ce modèle est l'ultime Bugatti conçue par Jean Bugatti, prévue pour le salon de l'automobile de Paris d’octobre 1939. Il est inspiré de ses précédentes Bugatti Type 57 et Bugatti Aérolithe, avec carrosserie en alliages d'aluminium (alpax et duralium), arrière fastback, et moteur Bugatti 8 cylindres à double arbres à cames en tête de 4,4 L de 170 ch, dérivé de ses Bugatti Type 50B de compétition de 1937. 

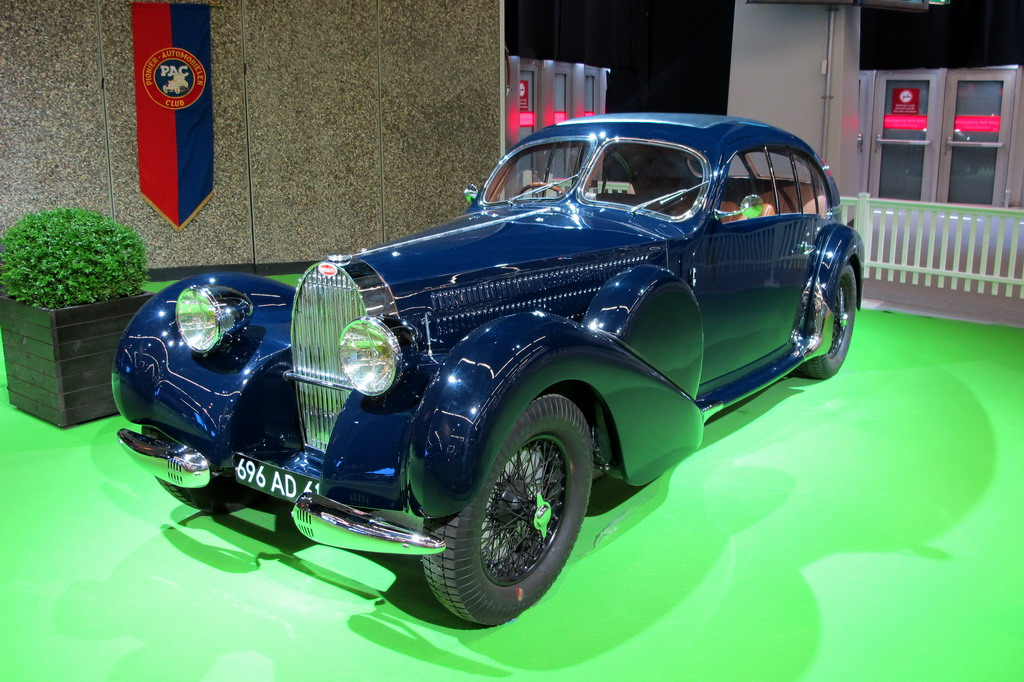
Bugatti Type 57 coach
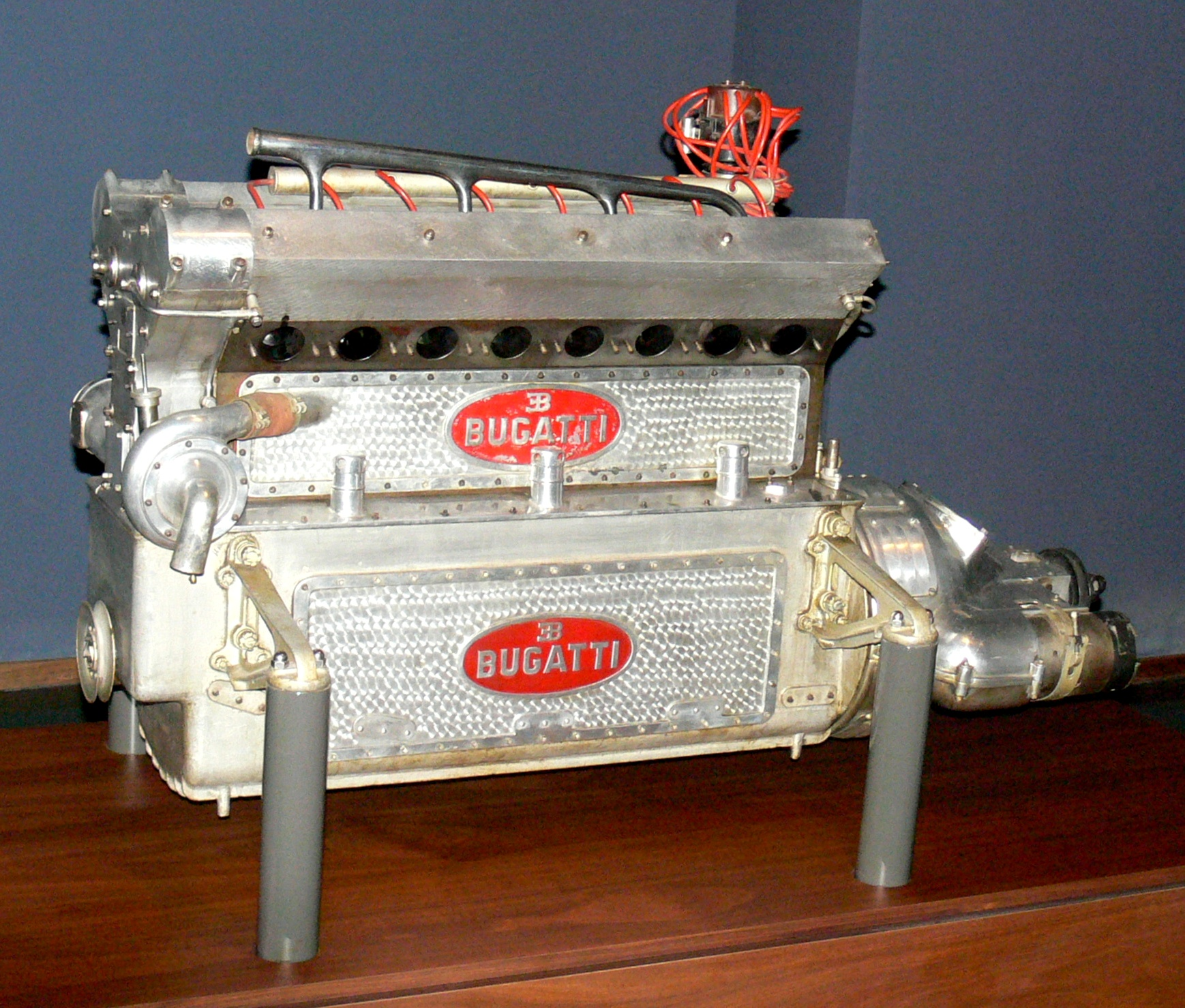
Moteur 8 cylindres de Bugatti Type 50B

Sa disparition accidentelle du 11 août 1939 à l'âge de 30 ans, au volant de sa Bugatti Type 57 G Tank (victorieuse des 24 Heures du Mans 1937 et 24 Heures du Mans 1939) à près de 200 km/h, aux environs de son usine Bugatti de Molsheim, et la déclaration de la seconde Guerre mondiale 23 jours plus tard, sonne l'abandon définitif du développement de ce modèle, puis la fin rapide de la marque d'élite Bugatti. 
Seul un premier exemplaire complet d'origine existe à ce jour, avec le châssis n°64001 et une carrosserie Bugatti coach très inspirée des Bugatti Type 57 coach de 1934, de la collection Schlumpf de la cité de l'automobile de Mulhouse en Alsace. 
En 2011, plus de 70 ans après la fin du projet, la Collection Peter Mullin de Californie tente un très long travail de reconstitution, avec le châssis Bugatti #64003, d'une carrosserie à partir de plans et dessins subsistants de Jean Bugatti pour ce modèle,, inspiré entre autres de sa Bugatti Aérolithe mythique de 1935, et des Talbot-Lago T150 Figoni & Falaschi de 1937, avec en particulier, les premières portes papillon connues de l'histoire de l'automobile,,.